# روبرت كونيل
روبرت كونيل هو سياسي كندي، ولد في 1871، وتوفي في 1957.